# Christian Calvo
Pas d'image ? Cliquez ici

a Compétitions nationales et continentales officielles uniquement.

b Matchs officiels uniquement.
Christian Calvo, né le 13 août 1958 à Fumel, est un joueur français de rugby à XIII. Il évolue au poste de pilier dans les années 1980 et 1990.
Arrivé tardivement au rugby à XIII avec une première licence à 25 ans, Christian Calvo dispute de nombreuses saisons aux divisions inférieures avec Pamiers avant de connaître la première division avec Toulouse, Villefranche et Saint-Gaudens.
Il détient par ailleurs une sélection en équipe de France le 2 décembre 1990 contre l'Australie.